# آية طارق
آيه طارق (14 نوفمبر 1990) هي فنانة شارع مصرية ولدت بالإسكندرية. تتمحور اهتماماتها في فن الشارع أو الجرافيتي والتلوين.
بالرغم من أن فن الشارع في مصر حصل على الاهتمام مؤخرا فقط وتحديدا بعد ثورة 25 يناير 2011، إلا انها بدأت برسم الجرافيتي على حوائط الأسكندرية في عام 2008 عندما كان عمرها 18 عام. حيث بدأت في رسم الجداريات في المساحات المغلقة فقط، والذي بدوره ساعدها في أن تلفت الأنظار اليها وإلى فنها بجدية أكبر.
وبالرغم من ذلك، تؤكد آيه طارق على أهمية وتأثير فن الشارع لأنها ترى أنه فن متاح للجميع ولذلك يمكن لكل شخص أن يدركه من زاويته الخاصة.

## حياتها
درست آيه في كلية الفنون الجميلة بجامعة الإسكندرية. كان جدها يعمل مصمم جرافيك حيث كان يرسم ملصقات ولوحات لأفلام السينما.

## إنجازاتها وحياتها الفنية
يرى الكثيرون أن آيه طارق هي أول فنانة شارع حقيقية في مصر.
حيث كان لها دور هام في أفلام مستقلة مختلفة، من ضمنهم فيلم لأحمد عبد الله وهو (ميكرفون) والذي يعرض فن الشارع في الأسكندرية. وفي واحدة من أهم اعمالها الفنية، (كيف تعيي عقلك) جسدت آيه طارق الصعود والسقوط المفاجئ لشهرة فنان الجرافيتي من خلال فيلم رسوم متحركة عَبَر عن تجربتها الشخصية مع وسائل الإعلام وتأثيرها عليها.
كنقد صريح، استخدمت آية طارق أماكن للتجمعات الفنية المختلفة التي تركز على الجرافيتي بشكل خاص، لكي تعبر وتشارك آرائها مع أشخاص مختلفين في أماكن عامة. فهي تعبر عن فلسفتها مؤكدًة بأن الجرافيتي ليس له علاقة بأن تكون غني أو بأن تمتلك مكان ما منعزل. تمتلك آية طارق قاعدة قوية من المتابعين على فيسبوك وعدة مدونات مصرية ومنصات لوسائل التواصل الاجتماعي المختلفة.
في خريف 2012، شاركت آية طارق في معرض ببيروت سمي (الحائط الأبيض)، والذي ضم فنانين جرافيتي من كل دول العالم. نظم المعرض بوساطة شراكة مركز بيروت للفنون مع مؤسسة ساردار (Foundation Saradar) حيث نظم المعرض بمركز بيروت للفنون وعرضت الأعمال الفنية في شوارع بيروت. تصف آية طارق تجربتها هناك بإنها كانت طليقة وحرة لأبعد الحدود وأن الفنانون الآخرون لم يجبروا على تقديم أو إبراز رسالة واحدة أثناء العمل على الحائط. فقد أتوا من كل بقاع العالم ليعملوا سويا في مساحة واحدة حرة وخالية تمامًا من إصدار الأحكام.
بالرغم من أن الأعمال الفنية لآيه طارق يراها آخرون كجزء من أجندة سياسية، ردت هي قائلة «أغلبنا ليس سياسيا; الفنانون... ليس لهم علاقة بالسياسة، وليس لفننا علاقة كذلك. فنحن لنا علاقة فقط بالأسلوب والتقنيات. وليس بمواضيع ومسائل السياسة الثقيلة.» وضحت آية طارق بأن بعد الثورة، تغير رأي الغرب في مصر جذريًا. وهذا تحديدا هو سبب أن الكثير من الفنانيين جسدوا نماذج سياسية في أعمالهم الفنية. في حين أنها هي مهتمة أكثر بصنع فن جميل قادر على أن يوصل أكثر مما هو سياسي فقط.
تؤكد آية طارق على أهمية فن الشارع، وبالأخص في مصر. فهي تتحدث عن مدى إمكانية أن يراه العامة بالرغم من الرقابة الضخمة التي تظهر في مصر. قائلًة «الشارع للكل». فهي تعتبر نفسها فنانة تجريبية وتصنع أعمالها الفنية المبتكرة بكل حرية.